# Столкновение над Боденским озером
Столкновение над Боденским озером (также используется вариант Столкновение над Юберлингеном) — крупная авиационная катастрофа, произошедшая в понедельник 1 июля 2002 года. В небе над Германией около Юберлингена и Боденского озера столкнулись пассажирский авиалайнер Ту-154М авиакомпании «Башкирские авиалинии (БАЛ)» (рейс BTC 2937 Москва—Барселона) и грузовой самолёт Boeing 757-200PF авиакомпании DHL (рейс DHX 611 Мухаррак—Бергамо—Брюссель). Погибли все находившиеся в обоих самолётах 71 человек — 2 на Boeing 757 (оба пилота) и 69 на Ту-154 (60 пассажиров (среди которых было 52 ребёнка) и 9 членов экипажа).

## Сведения о самолётах

### Ту-154
Ту-154М (регистрационный номер RA-85816, заводской 95А1006, серийный 1006) был выпущен Самарским авиационным заводом «Авиакор» 8 августа 1995 года. В тот же день был передан авиакомпании «Башкирские авиалинии (БАЛ)». Сдавался в лизинг авиакомпаниям Transeuropean Airlines (с 25 ноября 1998 года по 6 сентября 1999 года) и Shaheen Air International (с 6 сентября 1999 года по 15 января 2002 года). Оснащён тремя турбореактивными двигателями Д-30КУ-154-II производства Рыбинского моторостроительного завода. На день катастрофы 6-летний авиалайнер налетал 10 788 часов.
Состав экипажа рейса BTC 2937 был таким:
- Командир воздушного судна (КВС) — 52-летний Александр Михайлович Гросс. Пилот 1-го класса, проработал в авиакомпании «БАЛ» 10 лет и 8 месяцев (с 10 октября 1991 года). В должности командира Ту-154 — с 25 мая 2001 года (до этого управлял им в качестве второго пилота). Налетал 12 070 часов, 4918 из них на Ту-154 (2050 из них в качестве КВС).
- Второй пилот — 41-летний Мурат Ахатович Иткулов. Пилот 1-го класса, проработал в авиакомпании «БАЛ» 17 лет и 8 месяцев (с 1 ноября 1984 года). В должности второго пилота Ту-154 — с 24 апреля 2001 года. Налетал 7884 часа, 4181 из них на Ту-154[* 2].
- Штурман — 51-летний Сергей Геннадьевич Харлов. Штурман 1-го класса, проработал в авиакомпании «БАЛ» 27 лет и 9 месяцев (со 2 сентября 1974 года). В должности штурмана Ту-154 — с 12 августа 1996 года. Налетал 12 978 часов, 6421 из них на Ту-154.
- Бортинженер — 37-летний Олег Ирикович Валеев. Бортинженер 1-го класса, проработал в авиакомпании «БАЛ» 12 лет и 6 месяцев (с 8 января 1990 года). В должности бортинженера Ту-154 — с 25 апреля 1997 года. Налетал 4191 час, все на Ту-154.
- Проверяющий — 40-летний Олег Павлович Григорьев. Пилот 1-го класса, проработал в авиакомпании «БАЛ» 16 лет и 7 месяцев (с 21 ноября 1985 года). В должности проверяющего Ту-154 — с 8 июля 2001 года, в должности командира Ту-154 — с 11 марта 2002 года. Налетал свыше 8500 часов, 4317 из них на Ту-154 (2025 из них в качестве КВС)[* 3].

В салоне самолёта работали четверо бортпроводников:
- Ольга Александровна Багина, 45 лет — старший бортпроводник. В «БАЛ» с 10 ноября 1979 года. Налетала 11 546 часов.
- Гульнара Альфредовна Билялова, 35 лет. В «БАЛ» с 21 января 1992 года. Налетала 7467 часов.
- Татьяна Николаевна Кулешова, 34 года. В «БАЛ» с 25 декабря 1991 года. Налетала 3787 часов.
- Айсуак Яркеевич Якшидавлетов, 31 год. В «БАЛ» с 11 июля 1994 года. Налетал 3316 часов.

| Гражданство | Пассажиры | Экипаж | Всего |
| ----------- | --------- | ------ | ----- |
| Россия      | 56        | 9      | 65    |
| Беларусь    | 4         | 0      | 4     |
| Всего       | 60        | 9      | 69    |

Среди пассажиров на борту рейса BTC 2937 находились 3 представителя авиакомпании «Башкирские авиалинии (БАЛ)»:
- Шамиль Минвафович Рахматуллин, 51 год. Проработал в авиакомпании 7 лет и 9 месяцев (с 21 сентября 1994 года).
- Юрий Леонидович Пензин, 44 года. Авиатехник, проработавший в авиакомпании 22 года и 7 месяцев (с 10 ноября 1979 года).
- Артём Гусев. Флайт-менеджер авиакомпании, сопровождавший рейс.

Всего на борту самолёта находились 69 человек — 9 членов экипажа и 60 пассажиров.

### Boeing 757
Boeing 757-200PF (регистрационный номер A9C-DHL, заводской 24635, серийный 258) был выпущен в 1990 году (первый полет совершил 12 января под тестовым б/н N3502P). Эксплуатировался авиакомпаниями Zambia Airways (с 18 октября 1990 года по 30 декабря 1993 года, борт 9J-AFO) и Gulf Air (с 30 декабря 1993 года по 1 апреля 1996 года, борт VH-AWE). 1 апреля 1996 года был куплен авиакомпанией DHL, в которой сменил три бортовых номера — VH-AWE, OO-DLK и A9C-DHL. Оснащён двумя турбовентиляторными двигателями Rolls-Royce RB211-535E4-37. На день катастрофы 12-летний авиалайнер налетал 39 022 часа.
Экипаж рейса DHX 611 состоял из двух пилотов:
- Командир воздушного судна (КВС) — 47-летний Пол Филлипс (англ. Paul Phillips), британец. Родился 18 июня 1955 года. Очень опытный пилот, проработал в авиакомпании DHL 13 лет (с 1989 года). Управлял самолётами SA-227 и Boeing 767. В должности командира Boeing 757 — с 11 октября 1991 года. Налетал 11 942 часа, 4145 из них на Boeing 757.
- Второй пилот — 34-летний Брент Кампиони (англ. Brant Campioni), канадец. Родился 21 декабря 1967 года. Опытный пилот, проработал в авиакомпании DHL 3 года (с 1999 года). В должности второго пилота Boeing 757 — с 22 марта 2002 года. Налетал 6604 часа, 176 из них на Boeing 757.

| Гражданство    | Пассажиры | Экипаж | Всего |
| -------------- | --------- | ------ | ----- |
| Великобритания | 0         | 1      | 1     |
| Канада         | 0         | 1      | 1     |
| Всего          | 0         | 2      | 2     |

## Хронология событий

### Предшествующие обстоятельства
Ту-154М борт RA-85816 следовал рейсом BTC 2937 из Москвы в Барселону. На его борту находились 9 членов экипажа и 60 пассажиров; среди пассажиров были 52 ребёнка, которые летели на отдых в Испанию. Для большинства из них эта поездка была организована Комитетом Башкортостана по делам ЮНЕСКО за счёт республиканского бюджета как поощрение для лучших учащихся специализированной школы ЮНЕСКО и победителей различных олимпиад. Многие старшеклассники были детьми госслужащих и руководителей ряда крупных учебных заведений и производств (в частности, отец погибшей Юлии Суфияновой (Рим Суфиянов) был главой Комитета Башкортостана по делам ЮНЕСКО).
29 июня 2002 года эта группа опоздала на свой рейс. Авиакомпания «Башкирские авиалинии (БАЛ)» по просьбе туристических фирм, занимающихся поездкой, за 2 дня организовала дополнительный рейс; за это время опоздавшей группе устроили несколько экскурсий по Москве. Сесть на дополнительный рейс предлагалось и другим опоздавшим пассажирам, всего на рейс было продано 8 билетов.
Boeing 757-200PF борт A9C-DHL выполнял грузовой рейс DHX 611 из Мухаррака в Брюссель с промежуточной посадкой в Бергамо.
Рейс BTC 2937 вылетел из Москвы в 18:48.
Рейс DHX 611 вылетел из Бергамо в 21:06 (первая часть маршрута (Мухаррак—Бергамо) прошла без происшествий; вылет из Мухаррака в 13:30, посадка в Бергамо в 19:10).

### Столкновение

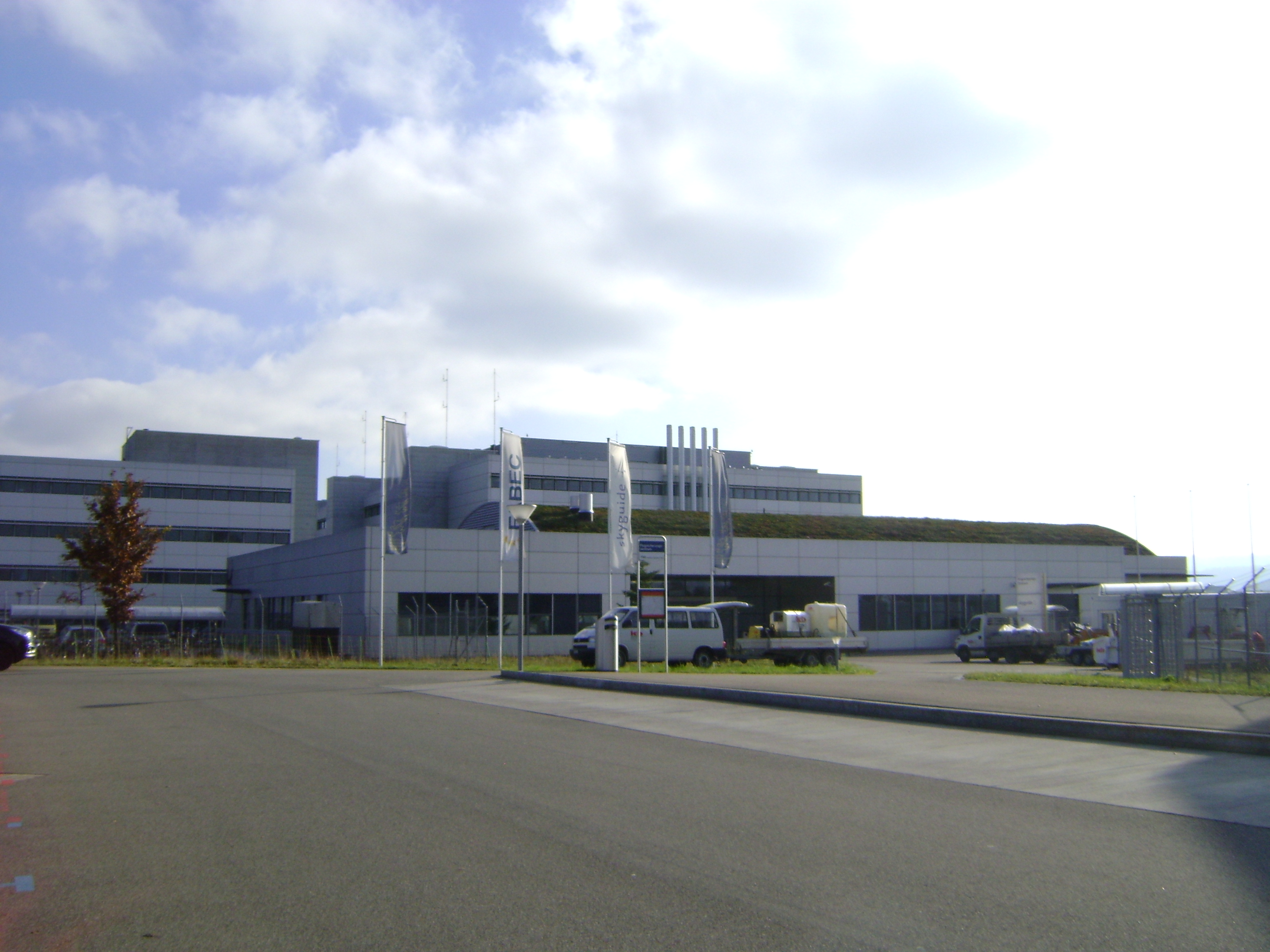
Диспетчерский центр компании «Skyguide» в Цюрихе

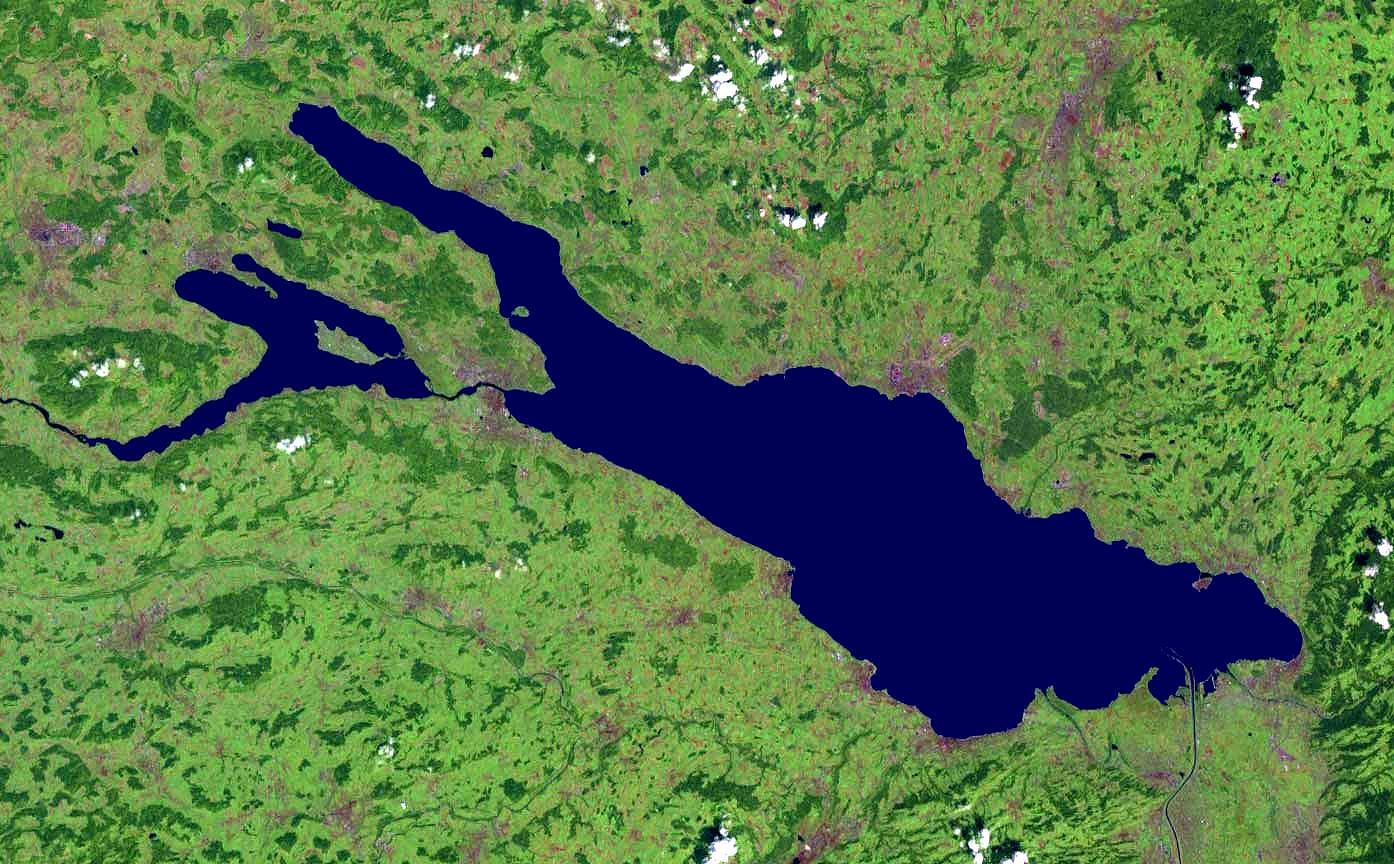
Схема полётов рейсов BTC 2937 (белая линия) и DHX 611 (жёлтая линия)

Компьютерная реконструкция столкновения от «Cineflix»

Обломки хвостовой части рейса 2937

Несмотря на то, что оба самолёта находились над территорией Германии, управление воздушным движением в этом месте осуществлялось частной швейцарской компанией «Skyguide». В диспетчерском центре, расположенном в Цюрихе, в ночную смену работали только два авиадиспетчера. Незадолго до столкновения один из авиадиспетчеров ушёл на перерыв; на дежурстве остались лишь 34-летний авиадиспетчер Петер Нильсен (нем. Peter Nielsen), который был вынужден работать одновременно за двумя терминалами, и ассистентка.
Часть оборудования диспетчерской (в том числе телефонная связь) была отключена из-за планового техобслуживания, и Нильсен слишком поздно заметил, что рейсы BTC 2937 и DHX 611, находившиеся на одном эшелоне FL360 (10 950 метров), опасно сближаются. Менее чем за 1 минуту до момента, когда их курсы должны были пересечься, он попытался исправить ситуацию и передал экипажу рейса 2937 команду снижаться.
Пилоты Ту-154 к этому моменту ещё не видели Boeing 757, приближавшийся слева, но были готовы к тому, что придётся выполнять манёвр для расхождения с ним. Поэтому они приступили к снижению сразу после получения команды авиадиспетчера (фактически, даже до того, как она была окончена), но сразу после этого в кабине экипажа рейса 2937 прозвучал сигнал системы предупреждения столкновения самолётов в воздухе (TCAS) о необходимости набирать высоту. В этот же момент пилоты рейса 611 получили от системы TCAS такой же сигнал о снижении.
Один из членов экипажа рейса 2937 (второй пилот Иткулов) обратил внимание остальных на сигнал TCAS, но ему ответили, что авиадиспетчер дал команду снижаться. Из-за этого никто не подтвердил получение команды (хотя самолёт уже снижался). Через несколько секунд Нильсен повторил команду и на этот раз её получение было немедленно подтверждено, но при этом Нильсен по ошибке сообщил пилотам неправильное местоположение Boeing 757, сказав, что тот находится справа от Ту-154; как показала в дальнейшем расшифровка бортовых самописцев, некоторые из пилотов рейса 2937 были введены в заблуждение этим сообщением и, возможно, решили, что есть ещё один самолёт, невидимый на экране TCAS. Рейс 2937 продолжал снижение, следуя инструкциям авиадиспетчера, а не TCAS; никто из пилотов не проинформировал авиадиспетчера о противоречии в полученных командах.
В то же время рейс 611 снижался, выполняя инструкцию TCAS. Пилоты рейса 611, как только стало возможно, сообщили об этом Нильсену, но он не услышал этого сообщения из-за того, что работал у второго терминала, где на связь вышел другой самолёт, заходивший на посадку.
В последние секунды пилоты обеих самолётов увидели друг друга и попытались предотвратить столкновение, полностью отклонив штурвалы, но это не помогло. В 21:35:32 рейсы BTC 2937 и DHX 611 столкнулись почти под прямым углом на высоте 10 634 метра (эшелон FL350). Вертикальный хвостовой стабилизатор Boeing 757 ударил по фюзеляжу Ту-154, разрубив его на две части; падая, Ту-154 разрушился в воздухе на четыре части, упавшие на землю в окрестностях Юберлингена; Boeing 757 от удара лишился стабилизатора, отчего полностью потерял управление и в 21:37 тоже рухнул на землю в 7 километрах от Ту-154, потеряв во время падения оба двигателя. Все находившиеся на борту обоих самолётов 71 человек (69 человек на рейсе 2937 и 2 на рейсе 611) погибли. Несмотря на то, что некоторые обломки обоих лайнеров упали во дворы жилых домов, погибших и раненых на земле не было.

### Расшифровка переговоров
| 21:34:42   | TCAS                    | TRAFFIC, TRAFFIC.                                                                   |
| 21:34:47   | Диспетчер               | BTC 2937… снижайтесь, эшелон полёта… 350, ускорьте, у меня пересекающийся борт.     |
| 21:34:52   | BTC 2937 (КВС)          | Снижаемся.                                                                          |
| 21:34:54   | DHX 611 (TCAS)          | DESCEND, DESCEND.                                                                   |
| 21:34:57   | BTC 2937 (TCAS)         | CLIMB, CLIMB!                                                                       |
| 21:34:58   | BTC 2937 (Второй пилот) | Клайм, говорит!                                                                     |
| 21:35:00   | BTC 2937 (Второй пилот) | Он снижает нас.                                                                     |
| 21:35:02   | Диспетчер               | BTC 2937, снижайтесь, эшелон полёта 350, ускорьте снижение.                         |
| 21:35:07   | BTC 2937 (КВС)          | Ускоряю снижение до эшелона 350, BTC 2937.                                          |
| 21:35:12   | Диспетчер               | Да, у нас борт, вам по два часа, сейчас на 360.                                     |
| 21:35:13   | DHX 611 (TCAS)          | DESCEND, DESCEND.                                                                   |
| 21:35:19,3 | DHX 611                 | 611, TCAS-descend.                                                                  |
| 21:35:21   | BTC 2937 (Проверяющий)  | Бл…ь, где он?                                                                       |
| 21:35:23,5 | BTC 2937 (TCAS)         | INCREASE CLIMB, INCREASE CLIMB!                                                     |
| 21:35:27,3 | BTC 2937 (Второй пилот) | Клайм, он говорит!                                                                  |
| 21:35:29,8 | DHX 611                 | Damn!.                                                                              |
| 21:35:31,8 | BTC 2937                | Бл…ь!.                                                                              |
| 21:35:32   |                         | Звук удара.                                                                         |
| 21:35:33,5 | BTC 2937 (Второй пилот) | Я же говорил, он слева!                                                             |
| 21:35:34   | BTC 2937                | Звук разгерметизации и разрушения части кабины экипажа из-за взрывной декомпрессии. |
| 21:35:39   | DHX 611                 | Damn!                                                                               |
| 21:35:45   | BTC 2937                | Звук переключения МСРП на работу от резервного аккумулятора.                        |
| 21:35:57   | BTC 2937 (КВС)          | Мура-а-а-т…                                                                         |
| 21:36:00   | Диспетчер               | BTC?                                                                                |
| 21:36:01   | BTC 2937 (КВС)          | Ох!                                                                                 |
| 21:36:02,2 | BTC 2937 (КВС)          | Прости…                                                                             |
| 21:36:04   | BTC 2937 (КВС)          | Ох! Ах!                                                                             |
| 21:36:05,7 | BTC 2937 (Второй пилот) | А-а-х…                                                                              |
| 21:36:06   | BTC 2937 (КВС)          | Ух…                                                                                 |
| 21:36:07   | BTC 2937 (Второй пилот) | Бл…ь…                                                                               |
| 21:36:07,9 | BTC 2937 (КВС)          | Ах…                                                                                 |
| 21:36:08,5 | BTC 2937 (Второй пилот) | Аргх…                                                                               |
| 21:36:13   | BTC 2937 (КВС)          | Ох…                                                                                 |
| 21:36:14,8 | BTC 2937 (КВС)          | Эргх…                                                                               |

## Расследование

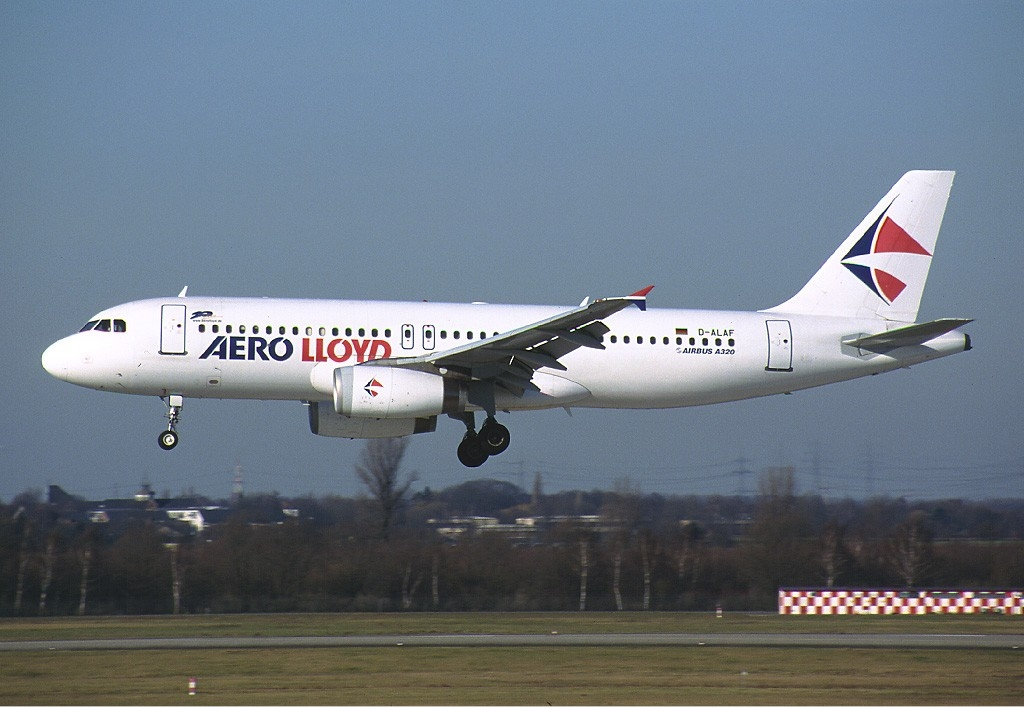
Airbus A320 авиакомпании Aero Lloyd, на прилёт которого отвлёкся Петер Нильсен

Расследование причин столкновения над Боденским озером проводила комиссия, созданная Немецким федеральным бюро расследований авиационных происшествий (BFU) (нем. Bundesstelle Für Flugunfalluntersuchung).
Окончательный отчёт расследования BFU был опубликован 1 мая 2004 года.
Согласно отчёту, непосредственными причинами столкновения стали ошибки авиадиспетчера и экипажа рейса BTC 2937 (Ту-154):
- Авиадиспетчер не смог обеспечить безопасное эшелонирование между самолётами, а сообщение экипажу самолёта Ту-154 о снижении было передано слишком поздно.
- Экипаж Ту-154, согласно указанию центра УВД, выполнял снижение и продолжил его, несмотря на сигнал TCAS о наборе высоты; был выполнен манёвр, противоположный сигналу TCAS.

Комиссия BFU также отметила следующее:
- Интеграция ACAS/TCAS в авиационную среду была неполной и не по всем критериям соответствовала философии производителя. Инструкции ICAO, регламентирующие работу ACAS/TCAS, инструкции по эксплуатации производителя TCAS, и документы, которыми руководствовались национальные авиаперевозчики, не были стандартизированы, были неполными и частично противоречили друг другу.
- Руководство службы УВД не обеспечило достаточное количество персонала и мирилось с его нехваткой во время работы в ночную смену.
- Руководство службы УВД в течение нескольких лет не принимало меры и мирилось с тем, что в ночную смену воздушным движением управлял только один авиадиспетчер, когда его напарник отдыхал.

Также в отчёте были отмечены ошибки руководства «Skyguide» и Международной организации гражданской авиации (ICAO).
В ночь столкновения оборудование в диспетчерском центре, подсказывающее авиадиспетчеру о возникновении опасности сближения самолётов, было отключено для проведения технического обслуживания. Также была отключена телефонная связь, а дублирующая телефонная линия оказалась неисправной. Из-за этого Нильсен в критический момент не смог связаться с аэропортом Фридрихсхафена, чтобы они занялись прибывающим с задержкой авиалайнером Airbus A320 авиакомпании Aero Lloyd (рейс AEF 1135), за которым он следил по другому терминалу. Также по причине отключенной телефонной связи авиадиспетчер из Центра УВД Карлсруэ, видевший опасное сближение рейсов 2937 и 611, не смог предупредить об этом Нильсена, хотя 11 раз предпринимал попытку связаться с центром «Skyguide».
До этой катастрофы 31 января 2001 года произошел инцидент над японским заливом Суруга из-за того, что экипаж DC-10 следовал указаниям TCAS, а экипаж Boeing 747-400 совершал манёвры вопреки им. Тем не менее необходимые разъяснения были опубликованы только после катастрофы над Боденским озером.

## Последствия катастрофы

### Убийство Петера Нильсена

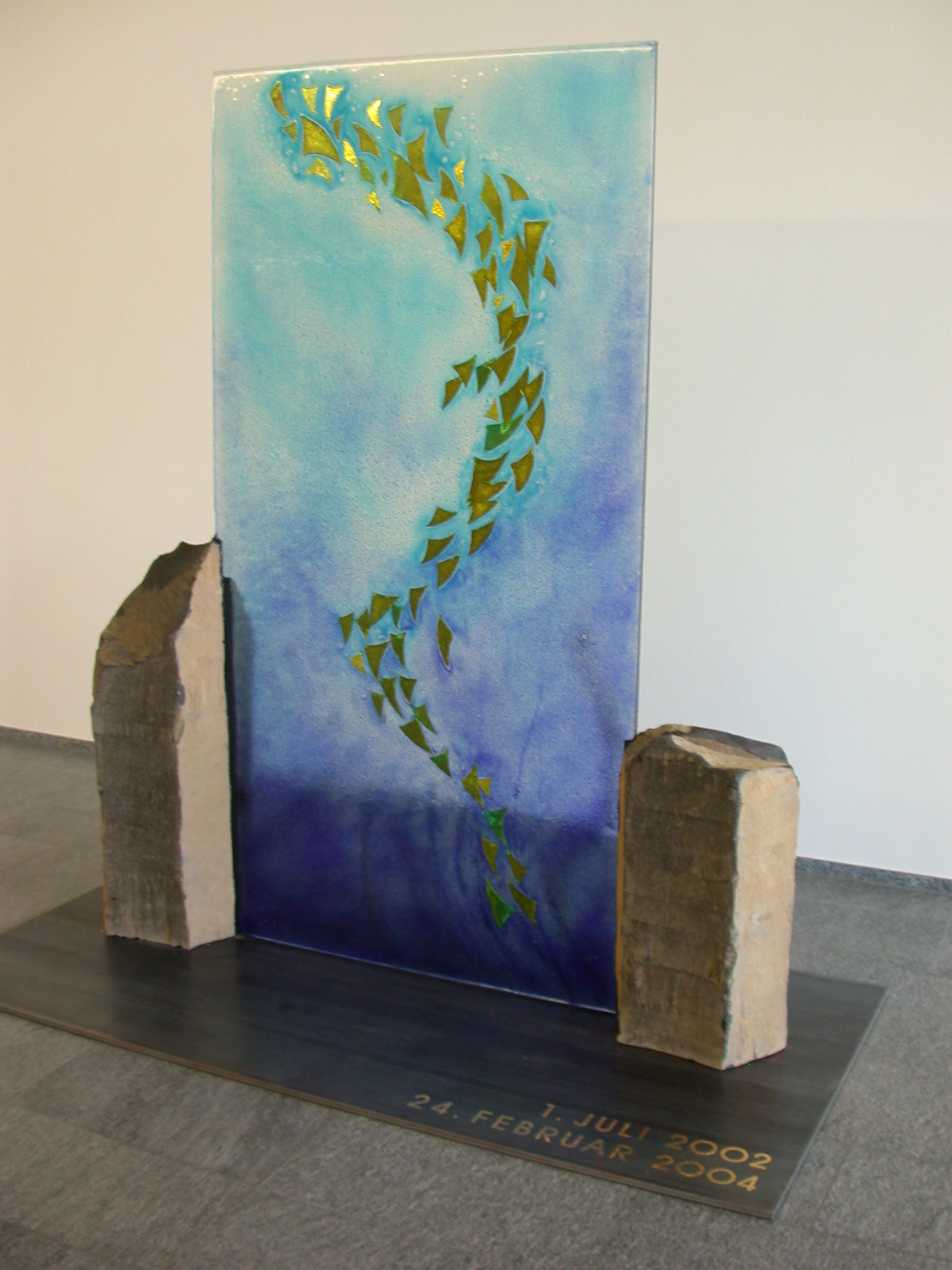
Мемориал жертвам катастрофы и авиадиспетчеру Петеру Нильсену в диспетчерском центре «Skyguide»

Во вторник 24 февраля 2004 года авиадиспетчер Петер Нильсен был убит на пороге своего дома, получив 12 ножевых ранений. По подозрению в убийстве был арестован 46-летний Виталий Константинович Калоев, потерявший в катастрофе жену Светлану (43 года) и двоих детей — сына Константина (10 лет) и дочь Диану (4 года). Калоев заявил, что он показал Нильсену фотографии детей и хотел, чтобы Нильсен просто попросил у него прощения за то, что произошло, но Нильсен толкнул Калоева по руке и выбил фотографии. По словам Виталия Калоева, он не помнит, что произошло после этого — Калоев своей вины в убийстве не признал (но и не отрицал). 26 октября 2005 года он был признан виновным в убийстве и приговорён к 8 годам заключения.
25 ноября 2006 года швейцарский апелляционный суд принял решение о пересмотре дела Калоева. Суд отказался отменить решение в отношении Калоева, но согласился с пунктом апелляционной жалобы о том, что 8 лет заключения являются слишком большим сроком. 3 июля 2007 года суд высшей инстанции кантона Цюрих, приняв во внимание ограниченную вменяемость Виталия Калоева, связанную со смертью жены и двоих детей в результате авиакатастрофы, постановил, что срок заключения составит 5 лет и 3 месяца вместо 8 лет. Это решение давало Калоеву право на досрочное освобождение, но оно было обжаловано прокурором Ульрихом Ведером (нем. Ulrich Weder).
12 ноября 2007 года, после того, как протест прокурора был рассмотрен, Виталий Калоев был досрочно освобождён и вернулся в Россию. Прибыв в Северную Осетию, он был тепло встречен земляками и с января 2008 года был назначен заместителем министра строительства и архитектуры Северной Осетии.

### Гражданские судебные процессы
В 2005 году авиакомпания «Башкирские авиалинии (БАЛ)» подала иск на диспетчерскую компанию «Skyguide», а в 2006 году иск на Федеративную Республику Германия, обвинив их в отсутствии необходимых мер по соблюдению требуемых норм безопасности воздушного сообщения. Требуемая сумма компенсации за разрушенный самолёт составляла € 2 600 000.
27 июля 2006 года районный суд Констанца постановил, что Федеративная Республика Германия несёт полную ответственность за произошедшее, так как передача государством прав контроля за воздушным сообщением в германском воздушном пространстве частной иностранной (швейцарской) компании незаконна, а следовательно, и заключённые со «Skyguide» договоры недействительны. Согласно основному закону Германии, обеспечение контроля за воздушным сообщением государства является неотъемлемой задачей органов власти этого государства. Согласно суду, Германия должна возместить компенсацию авиакомпании «Башкирские авиалинии (БАЛ)». Это судебное решение было оспорено германским правительством. В 2013 году спор между «БАЛ» и Германией был урегулирован внесудебно, судебное разбирательство в Высшем областном суде в Карлсруэ было прекращено.
В период до 2004 года швейцарская страховая компания «Winterthur» произвела страховые выплаты компании «Skyguide». Размер страховки не подлежал оглашению. Суммарная компенсация в размере до $ 150 000 была выплачена родственникам 41 погибшего пассажира рейса BTC 2937, которые согласились на предложение компании (принять материальную помощь без признания юридической ответственности). Родственники 30 погибших не согласились с этим предложением и приняли решение отстаивать свои права в судебном порядке.
29 января 2009 года апелляционный суд Барселоны (как аэропорт прибытия разбившегося рейса 2937) постановил, что «Башкирские авиалинии (БАЛ)» должны выплатить компенсацию семьям погибших в размере $ 20 400 за человека. В мае 2011 года Федеральный суд Швейцарии окончательно отклонил апелляцию с требованием увеличить размеры выплат компенсации родственникам жертв авиакатастрофы, признав, что максимальный размер компенсации составит около 33 000 швейцарских франков на одного погибшего.
В 2005 году страховая компания «Winterthur» подала иск к авиакомпании «Башкирские авиалинии (БАЛ)» с требованием возмещения 60 % страховых выплат, произведённых родственникам экипажа рейса DHX 611, в размере € 2 500 000, на основании частичной причастности к катастрофе пилотов рейса BTC 2937. 18 сентября 2008 года районный суд города Констанц отклонил данный иск.

### Судебные процессы по делу «Skyguide»
В мае 2006 года начался судебный процесс по обвинениям в адрес восьми сотрудников компании «Skyguide». Окончательное решение было вынесено в сентябре 2007 года. Четверо менеджеров «Skyguide» были признаны виновными в причинении смерти по неосторожности. Трое из них были приговорены к условному заключению, один к штрафу. Четверо других обвиняемых были оправданы.

## Память

Мемориал рейсу 2937 (Южное кладбище, Уфа)

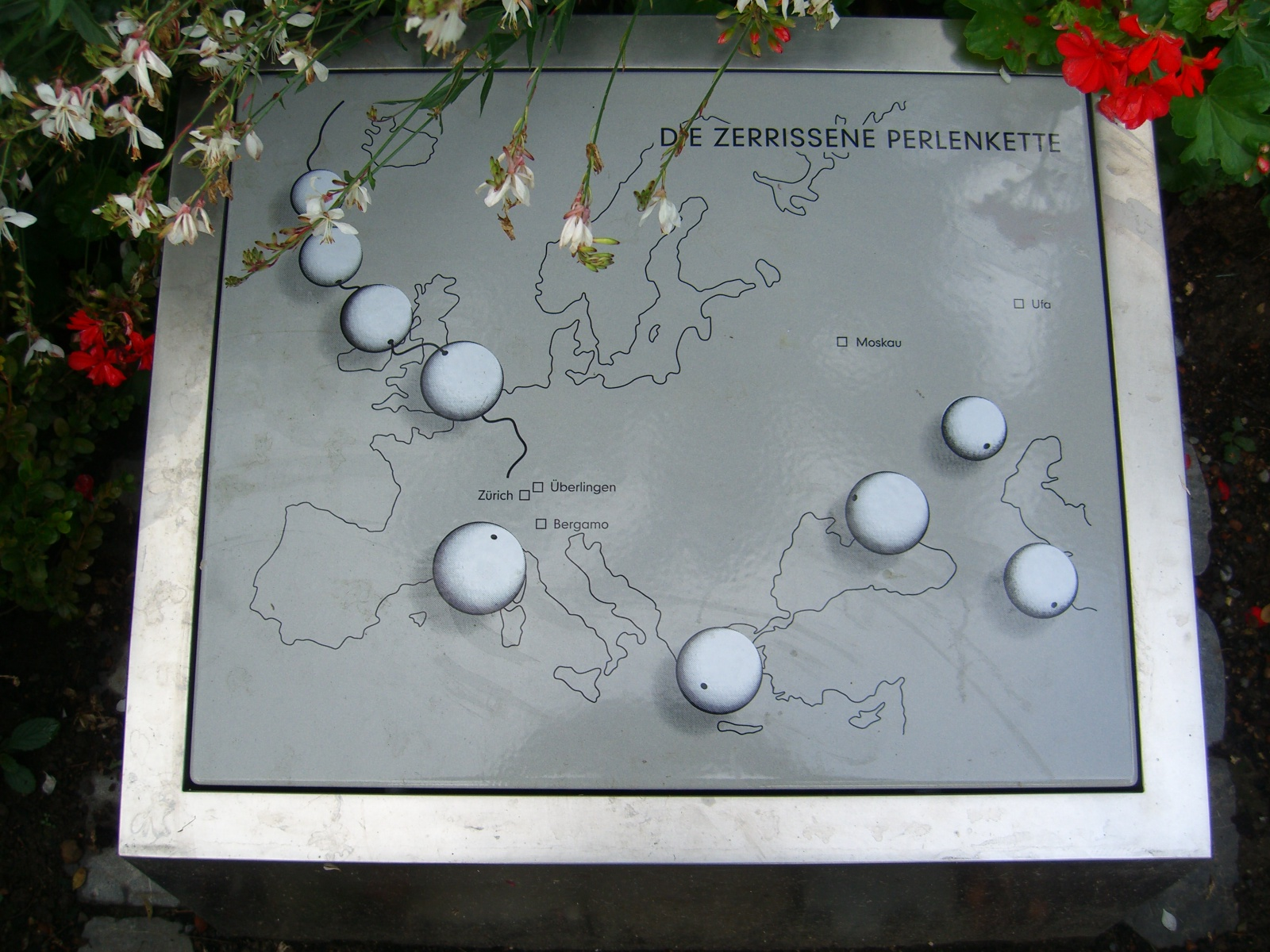
Мемориальная табличка «Разорванная жемчужная нить»

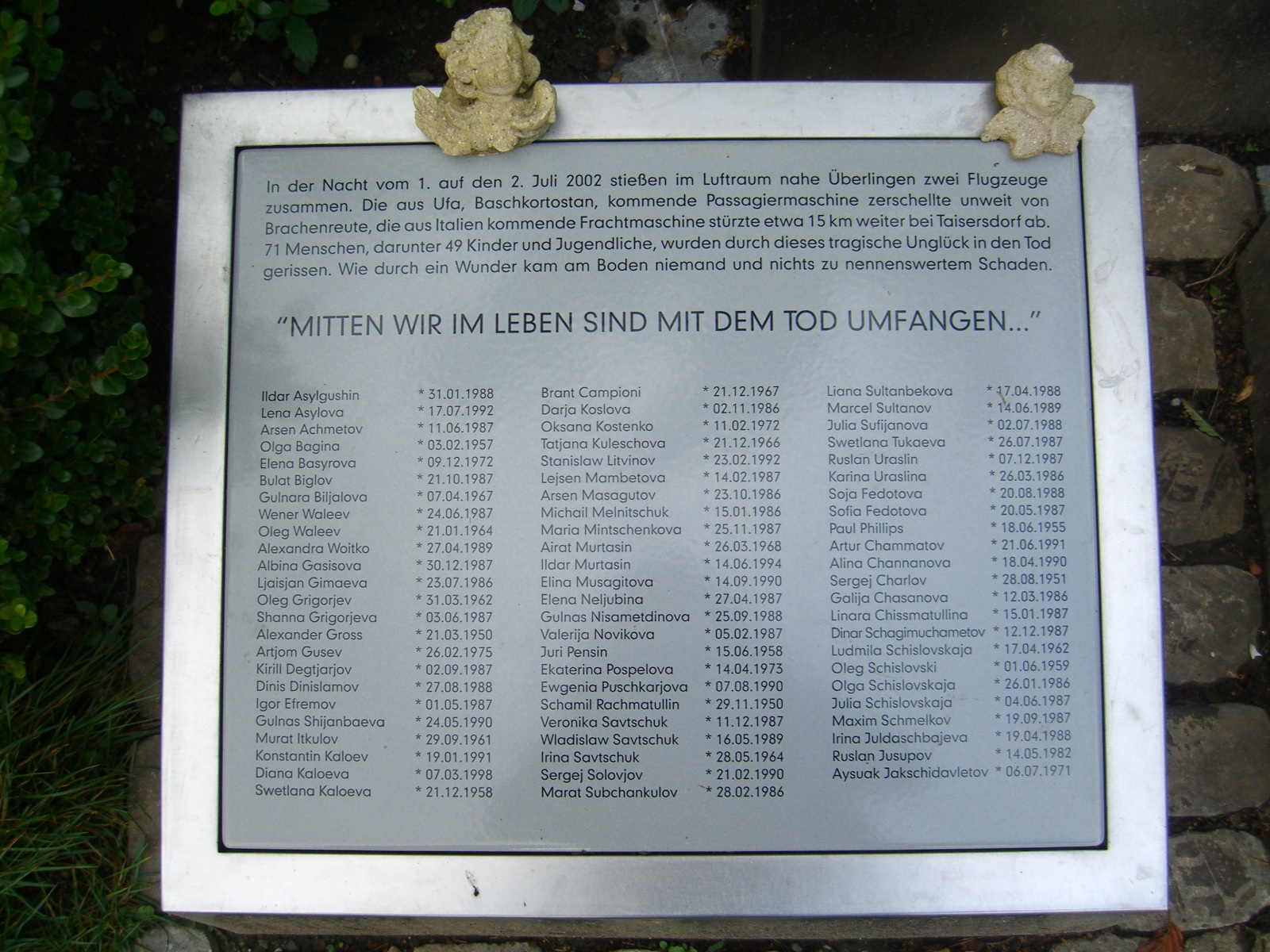
Мемориальная табличка с именами жертв катастрофы

- На месте авиакатастрофы около Юберлингена установлен мемориал «Разорванная жемчужная нить» (нем. «Die zerrissene Perlenkette»). В его основу легло найденное на месте трагедии жемчужное ожерелье Дианы Калоевой. Ежегодно в годовщину катастрофы около мемориала проводятся мероприятия при участии бургомистра города[28].
- В центре «Skyguide» в Цюрихе находится мемориал с двумя датами (авиакатастрофы и убийства Петера Нильсена), а в диспетчерской, откуда происходило управление столкнувшимися самолётами, теперь всегда стоит живая роза.
- Почти все пассажиры и члены экипажа рейса 2937 похоронены рядом на Южном кладбище Уфы. Также на кладбище открыт мемориал в их память.

## Культурные аспекты
- Катастрофа над Боденским озером показана в двух документальных сериалах от телеканала «National Geographic Channel» — Расследования авиакатастроф (серии Столкновение в небе и Смертельное столкновение) и Секунды до катастрофы (серия Столкновение в небе).
- Катастрофа показана в американском документальном телесериале от «MSNBC» Почему разбиваются самолёты[англ.] в серии Смертоносные дефекты (англ. Fatal Flaws).
- В 2005 году вышел документальный фильм «Боденский капкан. Смерть над озером» (пр-во «Единая Медиа Группа» по заказу ФГУП ГТК «Телеканал „Россия“»).
- В 2012 году вышел документальный фильм «Дом у озера» (режиссёр Гульназ Галимуллина) телеканала БСТ, рассказывающий об авиакатастрофе, о гибели школьников и экипажа «Башкирских авиалиний»[29].
- Катастрофа и последовавшие за ней события легли в основу немецко-швейцарского телефильма «Полёт в ночи — катастрофа над Юберлингеном» (нем. Flug In Die Nacht — Das Unglück Von Überlingen) (2009 год)[30], немецкого фильма «10 секунд» (нем. 10 Sekunden) (2008 год) и российского фильма «Отрыв» (2007 год).
- Катастрофа упоминается в книге И. А. Муромова «100 великих авиакатастроф» в главе Столкновение Ту-154М и «Боинга-757» над Германией.[источник не указан 1638 дней]
- 7 апреля 2017 года в США на экраны вышел художественный фильм «Последствия», в основу сюжета которого легли авиакатастрофа над Боденским озером и убийство авиадиспетчера. Роль отца, мстящего за погибшую семью (в фильме его зовут Роман Мельник), сыграл Арнольд Шварценеггер.
- В апреле 2017 года вышла книга Ксении Каспари «Столкновение. Откровенная история Виталия Калоева».
- 27 сентября 2018 года в России вышел художественный фильм Сарика Андреасяна «Непрощённый», повествующий об авиакатастрофе и убийстве авиадиспетчера. Роль Виталия Калоева сыграл Дмитрий Нагиев.
- Катастрофе также посвящены документальные фильмы:
  - «Обречённый рейс» из цикла «Специальное расследование» (2004 год).
  - «Пункт назначения: Боденское озеро» из цикла «X-версии. Громкие дела» (2013 год).
  - «Виталий Калоев. Исповедь мстителя» из цикла «Новые русские сенсации» (2018 год).
  - «Трагедия над Боденским озером. Новые улики» из цикла «Улика из прошлого» (2021 год).

### Комментарии
1. ↑  Время столкновения самолётов, их падение на землю произошло позже
2. ↑  В данном рейсе он формально не выполнял никаких обязанностей, хотя находился в кабине пилотов
3. ↑  Фактически именно он был командиром рейса BTC 2937, находился на месте второго пилота и наблюдал за действиями КВС Александра Гросса
4. ↑  Здесь и далее указано Всемирное координированное время — UTC
5. ↑  Кадр из 4 серии 2 сезона документального телесериала «Расследования авиакатастроф»
6. ↑  Пилоты Boeing 757 увидели Ту-154 и потянули штурвалы вниз
7. ↑  Пилоты Ту-154 увидели Boeing 757 и потянули штурвалы вверх
8. ↑  Согласно отчёту BFU, бортовые самописцы обоих самолётов работали до столкновения с землёй. Содержание записей бортовых самописцев обоих самолётов после столкновения впервые были опубликованы в 2022 году (за исключением последней минуты падения рейса BTC 2937)
9. ↑  На советских моделях самолётов бортовые самописцы находится в носовой части, а на самолётах компании «Boeing» в хвостовой части
10. ↑  КВС в приступе тяжёлой гипоксии пытается попросить прощения у второго пилота за его подсказку относительно местонахождения рейса DHX 611
11. ↑  Второй пилот, вероятно понимая то, что пытается сказать ему КВС, утвердительно отвечает ему